# Theaudience
theaudience war eine britische Popband der späten 1990er Jahre.

## Geschichte
Sie wurde von Billy Reeves, dem ehemaligen Gitarristen der Indie-Band „Congregation“ gegründet. Sängerin der Band war Sophie Ellis-Bextor. Mit ihren an die New Wave erinnernden Aufnahmen erreichte die Band mehrmals die britischen Charts. Nachdem Reeves, der die meisten Stücke schrieb, 1999 aus der Band ausstieg, löste sie sich auf.

### Heute
Heute arbeitet Sophie Ellis-Bextor als Solosängerin und hatte Hits wie Murder on the Dancefloor oder Get Over You. Billy Reeves und Kerin Smith sind Mitglieder der englischen Indie-Pop-Band „Friends of the Bride“. Schlagzeuger Patrick Hannan war Mitglied der Band „The Sundays“.

## Diskografie

### Alben
| Jahr | Titel       | Höchstplatzierung, Gesamtwochen, AuszeichnungChartsChartplatzierungen (Jahr, Titel, Platzierungen, Wochen, Auszeichnungen, Anmerkungen) | Anmerkungen                           |
| Jahr | Titel       | UK | Anmerkungen                           |
| ---- | ----------- | --- | ------------------------------------- |
| 1998 | Theaudience | UK22 (3 Wo.)UK | Erstveröffentlichung: 17. August 1998 |

### Singles
| Jahr | Titel Album                                                           | Höchstplatzierung, Gesamtwochen, AuszeichnungChartsChartplatzierungen (Jahr, Titel, Album, Platzierungen, Wochen, Auszeichnungen, Anmerkungen) | Anmerkungen                            |
| Jahr | Titel Album                                                           | UK | Anmerkungen                            |
| ---- | --------------------------------------------------------------------- | --- | -------------------------------------- |
| 1997 | I Got the Wherewithal Theaudience                                     | — |                                        |
| 1998 | If You Can’t Do It When You’re Young; When Can You Do It? Theaudience | UK48 (2 Wo.)UK | Erstveröffentlichung: 23. Februar 1998 |
| 1998 | A Pessimist Is Never Disappointed Theaudience                         | UK27 (3 Wo.)UK | Erstveröffentlichung: 11. Mai 1998     |
| 1998 | I Know Enough (I Don’t Get Enough) Theaudience                        | UK25 (2 Wo.)UK | Erstveröffentlichung: 27. Juli 1998    |